# Milica Mandić
Milica Mandić (Belgrado, 6 de dezembro de 1991) é uma taekwondista sérvia.

## Carreira
Mandić competiu nos Jogos Olímpicos de 2012, nos quais conquistou a medalha de ouro.
Na Rio 2016, não medalhou.
Ganhou novamente o ouro na mesma categoria em Tóquio 2020 a derrotar a Lee Da-bin na final por 10–6.